# Stippelborsttandkwartel
De stippelborsttandkwartel (Odontophorus stellatus) is een vogel uit de familie Odontophoridae. De wetenschappelijke naam van de soort is voor het eerst geldig gepubliceerd in 1843 door Gould.

## Voorkomen
De soort komt voor in het westen van het Amazoneregenwoud.

## Beschermingsstatus
Op de Rode Lijst van de IUCN heeft de soort de status niet bedreigd.